# Brenschede (Lennestadt)
Brenschede ist ein Ortsteil von Lennestadt im Kreis Olpe und liegt an einer schmalen Straße, die von Oedingen nach Bracht (Schmallenberg) führt.

## Geschichte
Die Informationen über die Ursprünge des an der Heidenstraße gelegenen Ortes sind spärlich.
In einem Güterverzeichnis aus dem Jahre 1313 wird der Ort Brenscede erstmals genannt.
Am 6. Mai 1636 verzichtet die Witwe des Obristen Lintloh von Haus Valbert auf die Hälfte der Ansprüche an dem Gericht Oedingen. Zum Vormund ihrer minderjährigen Kinder wurde Dietherich Esleben bestellt, der in dieser Funktion von Rump zur Wenne mit dem Kielkens und Henriches Gut zu Brenschede sowie Koninges Gut zu Oedingen belehnt wurde.
Der Ortsname Brenschede (im 16. Jahrhundert u. a. auch „Bremscheidt“ und „Bremschede“) enthält das Grundwort „-schede“, das als etwas von der „Umgebung geschiedenes“ (z. B. von einem größeren Gebiet abgegrenztes Stück Land) gedeutet werden kann. Unter Berücksichtigung der örtlichen Lage von Brenschede und des Bestimmungswortes „-bred“ (bzw. später „-bren“) kommt Flöer zu der Namensdeutung „breiter Taleinschnitt“.
Erste genauere Hinweise über die Einwohnerzahl bzw. Größe lassen sich der Kopfschatzliste aus dem Jahr 1685 zur Erhebung der Türkensteuer (Kriegsfinanzierung) entnehmen. Demnach lebten zu dieser Zeit in Brenschedt (Brenschede) 5 Familien (vermutlich gleichzusetzen mit der Anzahl der Häuser) mit insgesamt 17 Personen. Auf die Familie Nöker entfielen allein 7 zugerechnete Angehörige (Josef Nöker, dessen Frau, dessen Vater ein 80-Jähriger, dessen Mutter 70-jährig, zwo Söhne und ein Kuhmädchen). Die 100 Jahre später im Jahr 1785 ebenfalls für steuerliche Zwecke gefertigte Kopfschatzliste weist insgesamt 28 Einwohner für Brenschedt (Brenschede) aus, nämlich 5 Eheleute mit insgesamt 4 Knechten/Mägden, 2 Beyliegern (evtl. Tagelöhner), 4 Kindern über 12 Jahre und 8 Kindern unter 12 Jahren. Bei den Ehepaaren/Familien handelte es sich nach den Eintragungen um kleine Bauern bzw. Landwirte mit der früheren Bezeichnung Halbspänner oder Kötter. Die damalige Einwohnerstruktur lässt auf ärmliche und schlichte Lebensumstände schließen.
Ende Juni 2020 wohnten in Brenschede 67 Personen, wobei der Anteil der über 65 Jahre alten Einwohner mit 26,9 % vergleichsweise hoch ist (Stadtgebiet = 17,4 %).

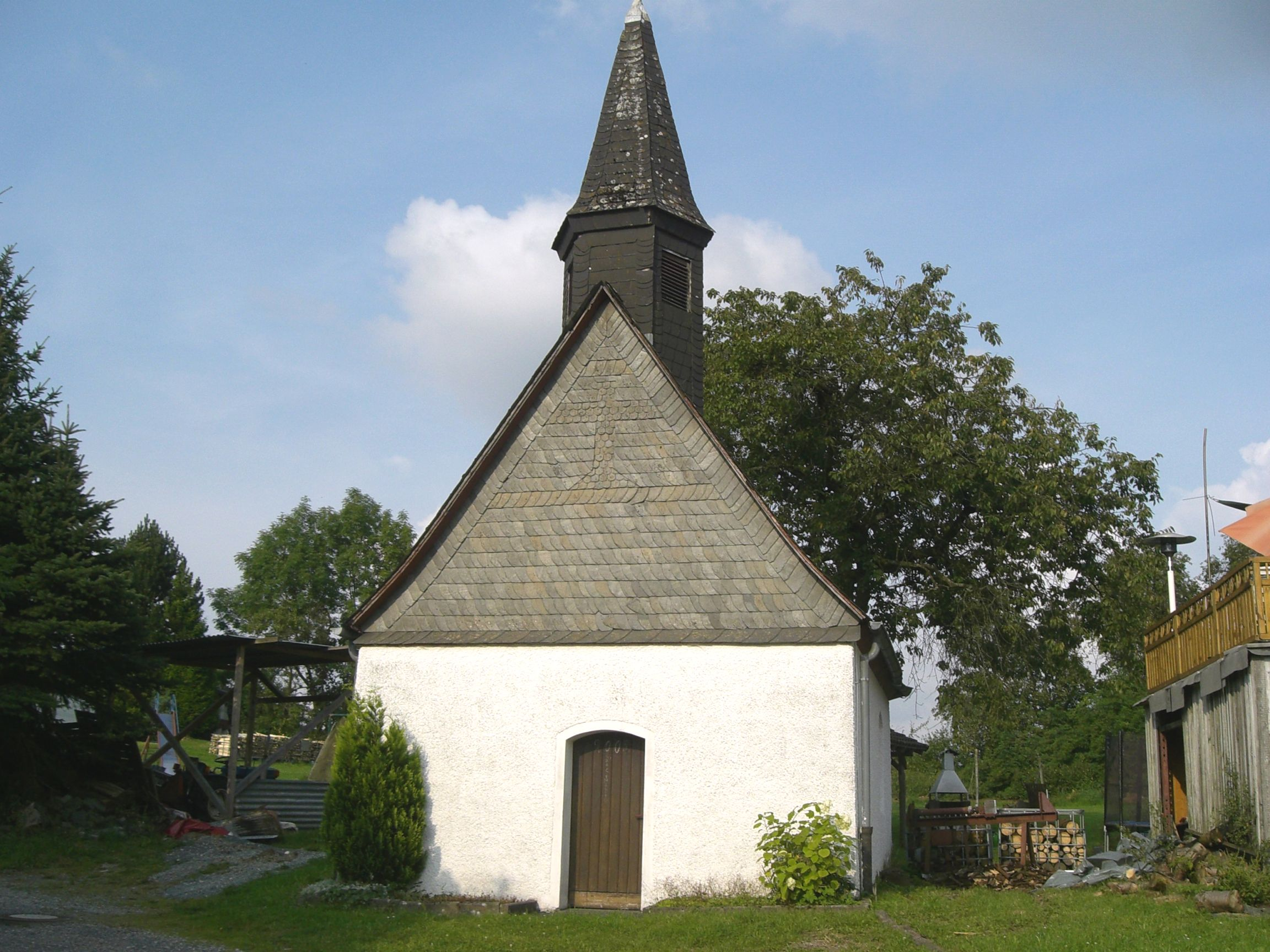
Kapelle St. Martin

## Sehenswürdigkeiten

### Kapelle St. Martin
Die am Ortsrand gelegene, dem heiligen Martin von Tours geweihte Kapelle wird bereits im Jahr 1553 im Verzeichnis der Pfarrgemeinden des damaligen Dekanats Meschede erwähnt. In den Jahren 1839 und 1881 ist sie grundlegend renoviert worden, wobei 1881 das Stroh- durch ein Schieferdach ersetzt wurde. Außerdem ist ein neues Glockentürmchen errichtet worden. Mittelpunkt des halbrunden Chorabschlusses bildet ein dreiteiliges frühbarockes Altarretabel mit Skulpturen des Kapellenpatrons St. Martin und des hl. Rochus von Montpellier. Sie flankieren ein Ölbild, das die Gottesmutter Maria zeigt. Im oberen Teil des Retabels befindet sich in einer mittleren Rotunde das später hinzugefügte Bild Gottvaters. Im Jahr 1978 wurde die Kapelle erneut renoviert.

## Wirtschaft und Infrastruktur
Der Ort ist geprägt durch eine hügelige Landschaft mit landwirtschaftlich genutzten Anwesen und Wohnhäusern mit Gärten. Aber auch Handel und Gewerbe sowie Dienstleister (Altmetallhandel, Containerdienst, Elektrotechnik und Fahrschule) sind in Brenschede vertreten. Die Dorfgemeinschaft hat ein altes noch funktionsfähiges Backhaus renoviert, in dem jährlich ein Dorffest stattfindet.